# Gare de Pouzauges
Gare de Pouzauges – stacja kolejowa w La Meilleraie-Tillay, koło Pouzauges, w departamencie Wandea, w regionie Kraj Loary, we Francji.
Jest stacją Société nationale des chemins de fer français (SNCF), obsługiwanym przez pociągi TER Pays de la Loire.

## Położenie
Znajduje się na wysokości 162 m n.p.m., na 93,098 km linii Les Sables-d'Olonne – Tours, pomiędzy stacjami Chantonnay i Cerizay.